# Internationale Gartenbauausstellung
Internationale Gartenbauausstellung (kort: IGA, vardaglig: Internationale Gartenschau) är en internationell utställning rörande trädgård, landskapsarkitektur och trädgårds- och landskapsbyggande.
Internationale Gartenbauausstellung arrangeras ungefär vart tionde år i Tyskland och då är det samma arrangör som har det årets Bundesgartenschau.